# Слънчево затъмнение на 20 март 2015
Слънчево затъмнение на 20 март 2015 година e пълно слънчево затъмнение, което се наблюдава над северните части на Европа. Единствените населени територии, откъдето затъмнението се наблюдава като пълно, са Фарьорските острови и Свалбард, където максималната фаза на затъмнението е 1,045. От България затъмнението се вижда като частично слънчево затъмнение, като максималната фаза за София е 0,527, тоест покрит е 52,7% от слънчевия диск. 
С най-голяма продължителност пълното затъмнение се наблюдава от бреговете на Фарьорските острови, където то е с продължителност 2 минути и 47 секунди. Кулминацията на затъмнението настъпва в 9 часа 46 минути и 47 секунди универсално време за районите, в които то е пълно, а за София моментът на максимална фаза настъпва в 11 часа 49 минути и 05 секунди местно време. 
Следващото затъмнение за 2015 година е частично, на 13 септември, и може да бъде наблюдавано от южните части на Африка до Антарктида. Следващото пълно слънчево наблюдение, което може да се наблюдава от Европа е на 12 август 2026 година.

## Галерия
- Траекторията на затъмнението върху земната повърхност